# Den Røde Drage
Den Røde Drage (originaltitel Red Dragon) er en remake fra 2002 af den amerikanske film Manhunter fra 1986, der er baseret på bogen "The Red Dragon" med bl.a. Anthony Hopkins og Edward Norton. Ondskabens Øjne og Hannibal er sequels hertil.

## Handling
Ex-FBI agenten Will Graham (Norton) kvittede for år tilbage sit job efter en langvarig og dødsensfarlig anholdelse af Hannibal Lecter (Hopkins), hvor de involverede kun lige slap med livet i behold.
Efter en række grusomme mord, hvor FBI står total på bar bund, indvilliger Graham modstræbende i at assistere i efterforskningen. Men det går hurtigt op for ham, at den bedste måde at fange morderen – i folkemunde kaldet Tandfeen, på, vil være at trænge ind i hans syge sind og aflure hans næste træk. Men den person der kommer tættest på i umenneskelige og ubegribelige handlinger viser sig desværre at være Grahams mareridt og arvefjende, Dr. Lecter.
Det bliver en nervepirrende duel mellem Graham og Lecter, som forhåbentlig vil lede FBI til Tandfeen og dermed redde hans nyeste offer, en blind og uskyldig pige, der ikke aner hvilket sygt monster hun er ved at forelske sig i.

## Medvirkende
- Edward Norton som Will Graham
- Anthony Hopkins som Dr. Hannibal
- Ralph Fiennes som Francis Dolarhyde
- Emily Watson som Reba McClane
- Philip Seymour Hoffman som Freddy Lounds
- Harvey Keitel som Jack Crawford
- Mary-Louise Parker som Molly Graham
- Anthony Heald som Dr. Frederick Chilton